# Hispanofobia

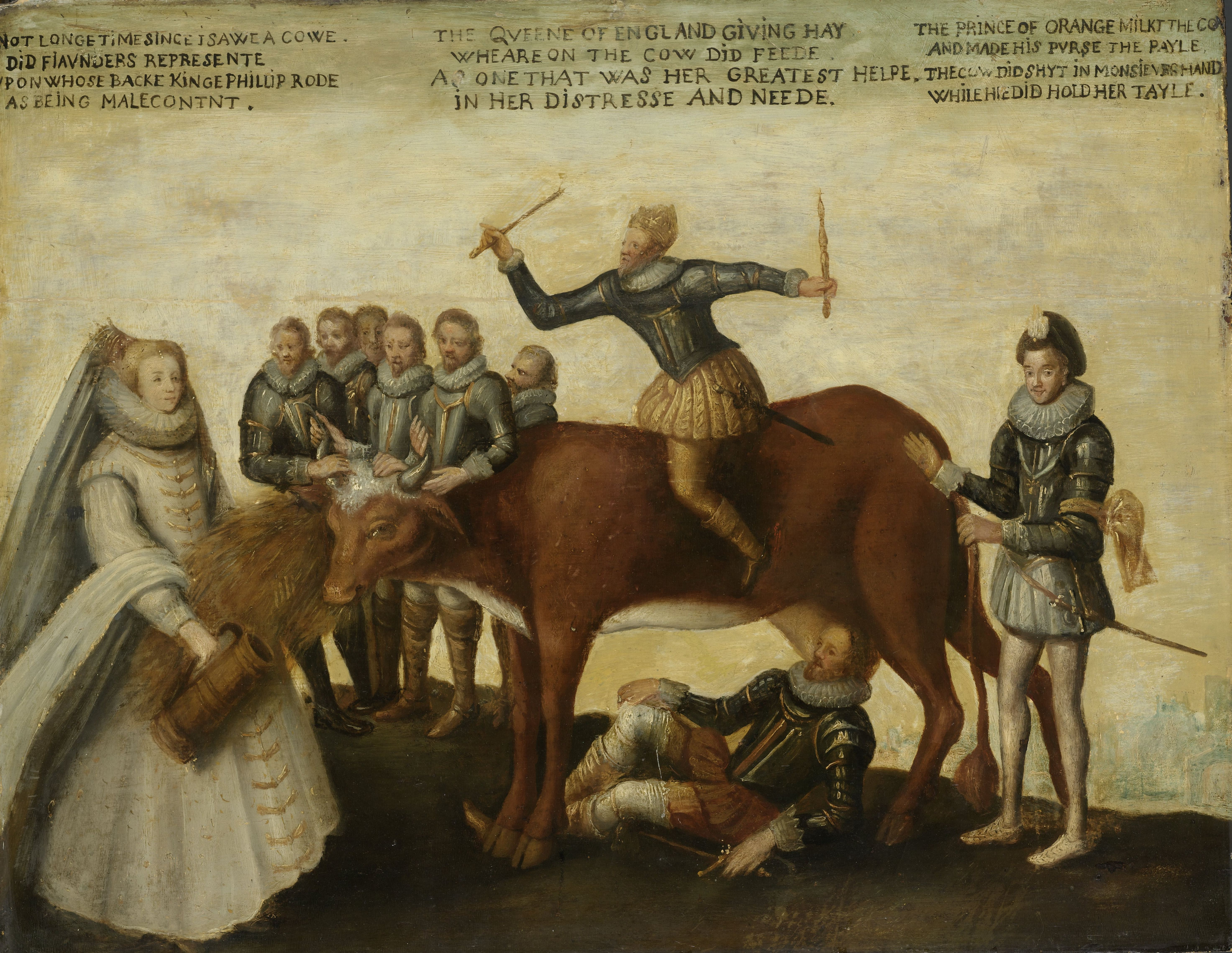
La vaca española, caricatura británica del donde se contempla al rey de España subido en una vaca pensando solo en pelear mientras la reina de Inglaterra alimenta a la vaca y Guillermo de Orange se bebe la leche

La hispanofobia o antiespañolismo es la aversión por España o Hispanoamérica, la población española, hispanoamericana o por la cultura e idioma español. El término también puede utilizarse en referencia a quienes tienen repulsión por el españolismo como doctrina política. Existen diferentes lugares donde la hispanofobia llega a ser un fenómeno mediático, político y social.
La hispanofobia puede dividirse en externa (proveniente del extranjero) e interna (proveniente del propio territorio español). Algunos partidos políticos españoles afirman que en algunas comunidades autónomas de España como el País Vasco, Cataluña, la hispanofobia se ha convertido en una bandera política y electoral por parte de grupos de carácter nacionalista y separatista.
Su origen, que puede situarse en el siglo XVI, se vincula con la denominada «Leyenda negra», término con el que algunos autores designan los textos y rumores surgidos en el seno de algunas monarquías europeas, tendentes a desprestigiar las acciones de la Corona española y la opresión de los indios en América. En el siglo XVII fue utilizada por Oliver Cromwell en su Western Design, provocando la guerra entre la Monarquía española y el Protectorado británico de 1655 a 1660. En el siglo XVIII, fue de nuevo utilizada en un intento de quitar dominios del Imperio Español en América por una supuesta incapacidad de gestionar las Indias económicamente, en el contexto de la guerra del Asiento.
A finales del siglo XIX, la hispanofobia adquirió una nueva perspectiva, esta vez dentro del propio territorio español, que fue cobrando forma conforme se iban configurando principalmente los nacionalismos catalán, vasco y, posteriormente, gallego.

## Hispanofobia externa

### La «leyenda negra»

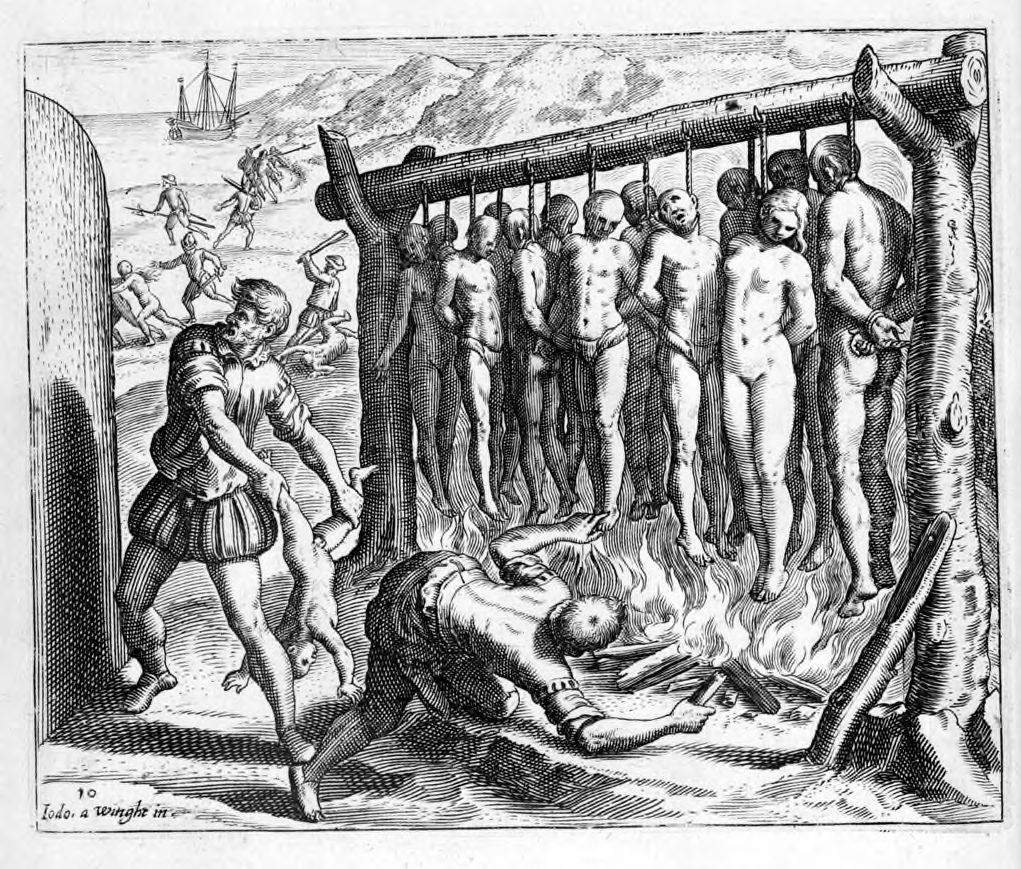
Ilustración de Theodor de Bry (1528–1598) inspirada en un pasaje de la Brevísima de De las Casas, cuyos textos contribuyeron a difundir la llamada «Leyenda negra».

La llamada «Leyenda negra» puede considerarse como el antecedente más remoto del antiespañolismo. Surgió en el siglo XVI, en el contexto de las rivalidades imperialistas entre las principales potencias de la época, y fue utilizada como arma política por las monarquías europeas, entre las que cabe destacar la francesa y, especialmente, la inglesa. Inicialmente tenía como eje central la figura de Felipe II, de quien se ponían en cuestión no sólo sus decisiones de gobierno, sino también su propia personalidad e integridad moral. Con el paso de los siglos, la leyenda negra fue extendiéndose a todos los aspectos de la cultura española, propagando la imagen de un país intransigente y oscurantista.
La Leyenda negra hilvana rumores sin fundamento y sucesos reales. Entre los primeros, figuran supuestos crímenes perpetrados por Felipe II, al que se le acusaba del asesinato de su hijo don Carlos, de su esposa Isabel de Valois y de su secretario Juan de Escobedo, además de cometer incesto con su hermana doña Juana.

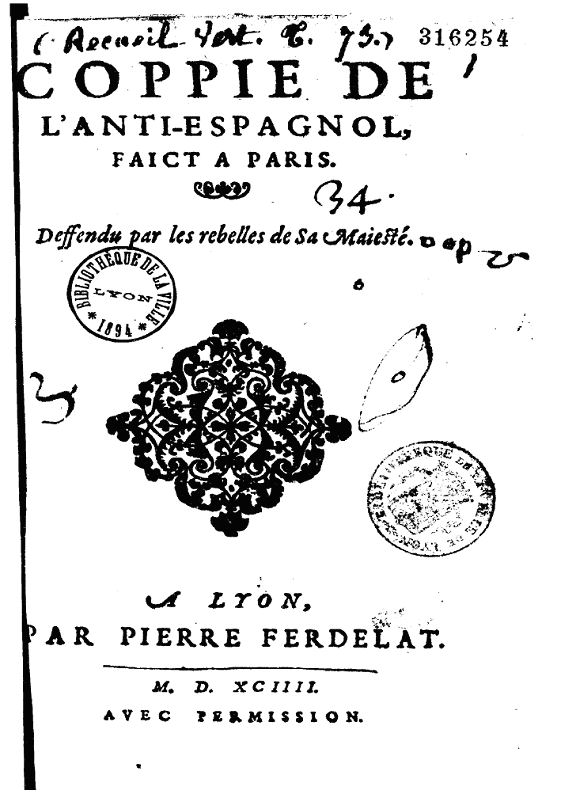
Coppie de L'Anti-Espagnol.

Entre los hechos históricos, la Leyenda negra se ha alimentado, en muy alta medida, de las políticas religiosas llevadas a cabo en España desde el siglo XVI. Su activo papel en la Contrarreforma, la evangelización de América o las persecuciones de la Inquisición son aspectos que han contribuido a forjar lo que algunos investigadores como Manuel Fernández Álvarez califican de «Cuidadosa distorsión de la historia de un pueblo, realizada por sus enemigos, para mejor combatirle. Y una distorsión lo más monstruosa posible, a fin de lograr el objetivo marcado: la descalificación moral de ese pueblo, cuya supremacía hay que combatir por todos los medios». El historiador Ricardo García Cárcel señala que «no es la rentabilidad del discurso victimista que subyace en el concepto de leyenda negra, sino la vigencia de lo que, a mi juicio, ha constituido y sigue constituyendo la esencia de la misma: la obsesiva tendencia a la autocrítica masoquista, el complejo de inferioridad histórico, con su lastre de inseguridades e inhibiciones, la dependencia de la opinión ajena y un cierto papanatismo europeísta, y el espeso miedo a que la afirmación de la conciencia nacional española sea interpretada como un signo ideológico conservador de viejas resonancias franquistas. La autocrítica, no es, en sí misma negativa, sino todo lo contrario».

### Hispanofobia en la América española
Es el resultado de las medidas tomadas por los gobiernos independientes americanos que arranca en el proceso de las guerras de independencia en contra de la población española. Los crímenes de las guerras de independencia y las leyes de expulsión se cebaron sobre miles de familias españolas de toda condición, afectando con mayor severidad a los más humildes o a los de mayor arraigo en el país, en un ambiente de creciente hostilidad contra todo lo español.

#### Hispanofobia mexicana
En México existen paralelamente sentimientos de hispanofobia y de hispanofilia. En el siglo XIX, los principales promotores de la hispanofobia y anticatolicismo fueron los miembros del Partido Liberal, con conexiones a la masonería del Rito yorkino, establecido en México por Joel Roberts Poinsett y cuyos miembros fueron influidos fuertemente por Estados Unidos y su discurso de la leyenda negra, entre ellos el expresidente Benito Juárez. Mientras que los del Partido Conservador eran los principales defensores del legado español en México y favorecían ampliamente la preservación de las instituciones establecidas por España en México, uno de sus máximos defensores fue Lucas Alamán. Después del triunfo del liberalismo en la Intervención francesa y la Revolución mexicana, la hispanofobia se impondría sobre la hispanofilia en la política mexicana y como consecuencia esto afectaría profundamente en la perspectiva del legado español en México.[cita requerida] En la actualidad la educación del país (de corte liberal) se ha enseñado por periodos importantes que marcan la identidad nacional, la época precolombina, la época colonial, la independencia, el nacimiento de la república y la revolución mexicana, donde hace ver muchas veces a los españoles como opresores y enemigos. Desde la carta firmada para la declaración de la independencia de México se expresa la palabra «gachupín», que en este país es sinónimo de 'español advenedizo o refugiado' tanto para el criollismo mexicano como para los pueblos indígenas y mestizos.

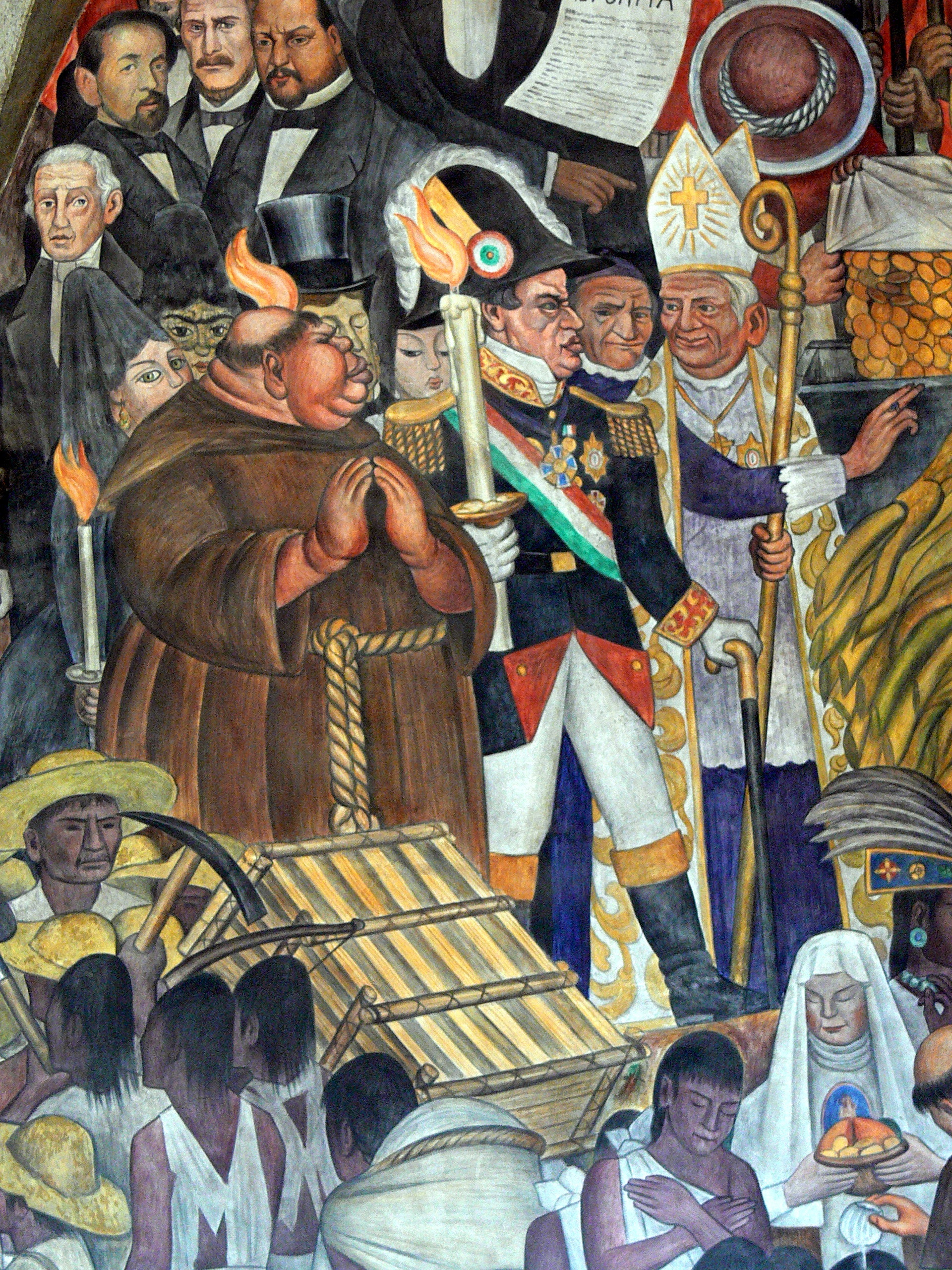
Los murales de Diego Rivera buscaban la ridiculización y exageración de los rasgos faciales de los españoles y expresan un sentimiento de repudio al imperialismo español.

Para los gobiernos posrevolucionarios, la importancia de las culturas precolombinas que se desarrollaron en México marcó una fuerza de identidad para la negación de todo aquello que proviniera de Europa. Sin embargo, en términos religiosos, el catolicismo pudo penetrar en la religiosidad de los indígenas y mestizos negando la devoción a la Virgen de los Remedios, que era patrona de los españoles (aquella que Hernán Cortés le dio el título de generalísima y patrona de la Nueva España), ensalzando la fe hacia la Virgen de Guadalupe, que era la imagen portada por Miguel Hidalgo y Costilla al iniciar el movimiento independentista.
Los criollos fueron los principales oponentes de la Corona española durante la Nueva España y el comienzo del México independiente, pero fueron los criollos también sus máximos defensores, como es el caso de los miembros del Partido Conservador, compuesto principalmente por criollos. Esta explicación es debida a que este grupo era el más activo en la política del México independiente. Los españoles peninsulares fueron expulsados del territorio, desterrados principalmente hacia España, Florida y Cuba. Pablo Yankelevich escribió sobre la hispanofobia que se desarrolló al comenzar la revolución mexicana. Muchos españoles residentes en México que habían llegado durante el porfiriato, fueron expulsados de México, se les confiscaron sus propiedades y otros, con menos suerte, fueron asesinados.
Diego Rivera fue uno de los muralistas que expresaron muchas veces su hispanofobia[cita requerida] y admiración por el indigenismo[cita requerida]. Él buscaba la ridiculización y exageración de los rasgos faciales de los españoles, como símbolo de repudio ante tres siglos de colonización y de gobiernos mexicanos presididos por criollos. Pintaba los valores de los pueblos indígenas buscando en ellos la identidad nacional del México Moderno sobre la base de la dignificación del trabajo.
Grupos de evangélicos provenientes de países extranjeros también inducen a sus creyentes mexicanos a tomar actitudes xenófobas hacia los españoles para desvirtuar la imagen del cristianismo católico.

### Hispanofobia en la Guerra Hispano-Estadounidense

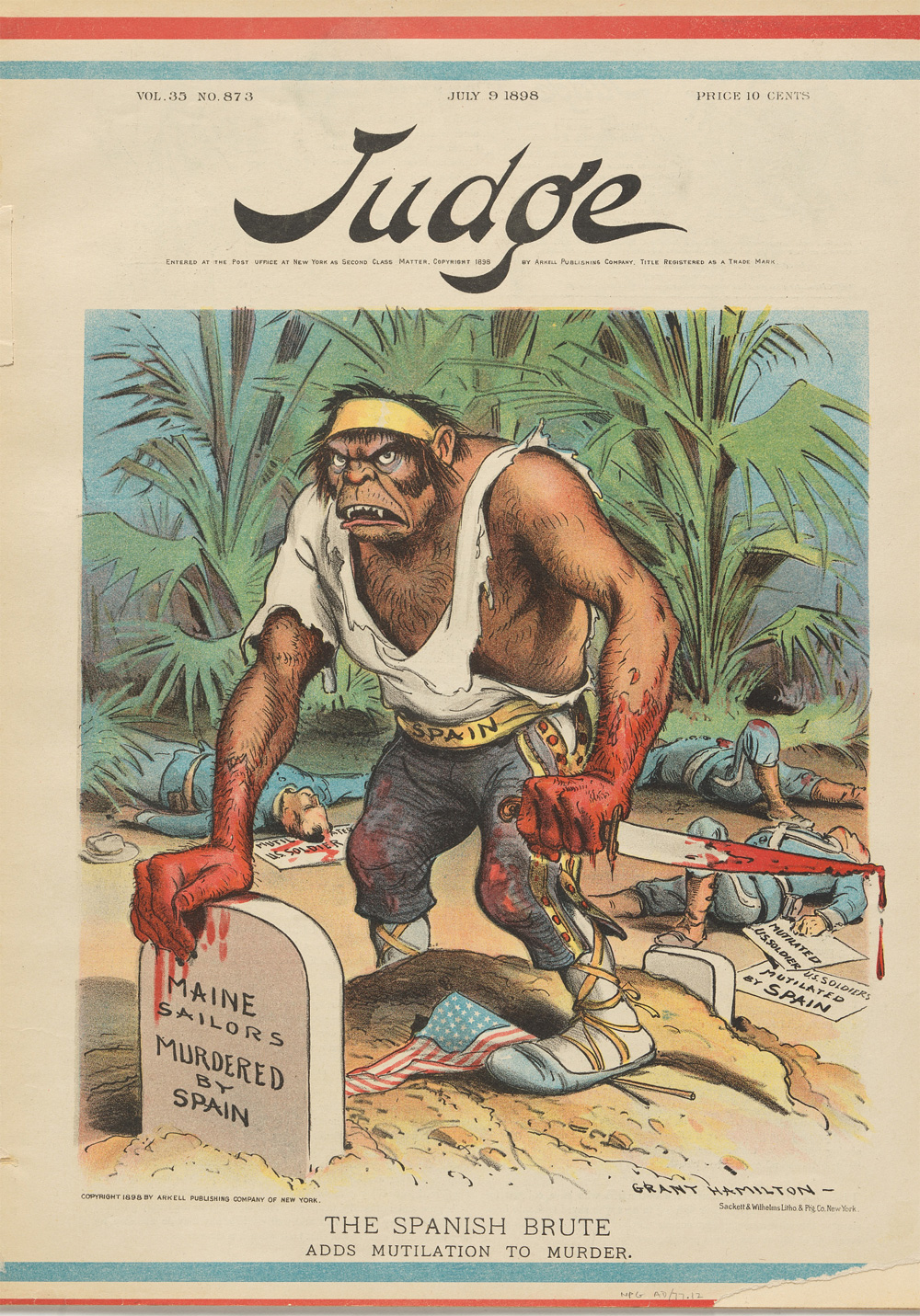
Propaganda antiespañola que retrata una personificación deshumanizada de España («el bruto español») en la revista satírica Judge (julio de 1898).

Tanto antes, como durante y después de la Guerra Hispano-Estadounidense, varios periódicos estadounidenses, notablemente el New York Journal, de William Randolph Hearst, y el New York World, de Joseph Pulitzer, se dedicaron a la fabricación de falsedades hacia los españoles, a los que acusaban de todo tipo de atrocidades, con el fin último de justificar la intervención «libertadora» y posterior anexión estadounidense de una serie de colonias españolas repartidas por todo el mundo.
El absoluto desprecio hacia el periodismo ético y responsable demostrado durante aquella época ha pasado a la historia como un nuevo estilo de periodismo difamatorio, denominado «periodismo amarillo».

### Hispanofobia como propaganda internacional
En épocas más recientes, la hispanofobia ha sido utilizado con fines propagandísticos, como arma de combate para la resolución de conflictos de índole económica, a escala internacional.
Es el caso de la denominada «Guerra del fletán», ocurrida entre 1994 y 1995, cuando España y Canadá se enfrentaron por el control de un importante caladero en el océano Atlántico. La propaganda hispanófoba fue una de las bazas utilizadas por Canadá en la defensa de sus intereses económicos. Este país fomentó una imagen de España poco respetuosa con el medio ambiente y los recursos alimenticios. Tal fue la repercusión mundial de esta campaña que las autoridades españolas pusieron en marcha un plan de contraataque, a través fundamentalmente de Internet, que recurría igualmente a mensajes propagandísticos.
En 2008 el entonces presidente de Bolivia, Evo Morales, acusó al Partido Popular de España de estar detrás de un intento de golpe de Estado separatista encabezado por los nacionalistas de Santa Cruz de la Sierra durante la crisis política en Bolivia de dicho año.
La hispanofobia volvió al debate público en España durante el proceso de independencia liderado por el gobierno de la comunidad autónoma de Cataluña (2012) que tuvo un tratamiento informativo especialmente en Reino Unido, Estados Unidos y Alemania muy favorable a los independentistas, con acusaciones a la democracia española de ser una falsa democracia. En 2016 se publicó Imperiofobia y leyenda negra de María Elvira Roca, que tuvo éxito en España y generó un notable debate público.
La hispanofobia y el antiespañolismo forman parte del imaginario ligado a algunos hechos históricos, particularmente la independencia de los Estados hispanoamericanos, que parten de la idea de una Monarquía Hispánica despótica e ineficaz, como justificación de las guerras civiles de independencia.

## Hispanofobia interna
La hispanofobia interna se originó a finales del siglo XIX, en el contexto de la consideración de los Estados como naciones y la crisis de la conciencia nacional española, puesta de manifiesto tras el desastre de 1898 con la pérdida de las colonias. Estos factores, junto con otros, contribuyeron al florecimiento dentro de España de los nacionalismos y regionalismos. Algunas de estas concepciones presentaban en sus orígenes componentes hispanófobos más o menos acentuados, que, aún en la actualidad, se mantienen en algunos casos, de acuerdo con la definición antes ofrecida de antiespañolismo.

### Hispanofobia vasca

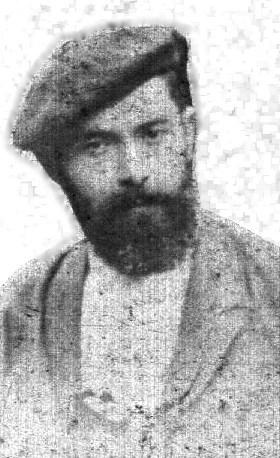
Fotografía de Sabino Arana.

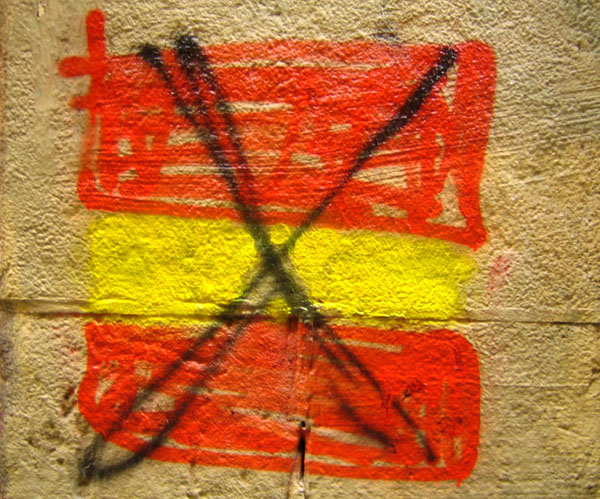
Grafiti antiespañolista en San Sebastián (País Vasco, España).

La aversión por España es uno de los fundamentos históricos del nacionalismo vasco, surgido a finales del siglo XIX como un movimiento que ensalzaba las cualidades étnicas de los vascos, en contraposición a otros pueblos vecinos, como franceses y, especialmente, españoles.
Sabino Arana, considerado el padre del nacionalismo vasco, fue el máximo exponente de este planteamiento. Solicitó abiertamente la independencia del País Vasco con respecto a España y manifestó claramente su hispanofobia a partir de un discurso de carácter étnico, en el que achacaba a los inmigrantes de otras zonas españolas, denominados maketos, la pérdida de los rasgos propios vascos. Según el catedrático de Historia Contemporánea de la UPV/EHU José Luis de la Granja, la hispanofobia era el hilo conductor de la doctrina aranista.
Su reivindicación por el reconocimiento de una nacionalidad vasca le llevó a fundar el Partido Nacionalista Vasco (PNV) y a crear las aún actuales señas de identidad del nacionalismo vasco, como la ikurriña.
En el contexto de la época y siguiendo el estilo imperante en los diferentes movimientos políticos y socioculturales, sus discursos políticos eran directos y frecuentemente insultantes. En uno de sus artículos iniciales, «La ceguera de los vizcaínos», publicado en 1894, argumentaba de la siguiente forma: «vuestra raza [por los vascos], singular por sus bellas cualidades, pero más singular aún por no tener ningún punto de contacto o fraternidad ni con la raza española, ni con la francesa, que son sus vecinas, ni con raza alguna del mundo, era la que constituía a vuestra Patria Bizkaya; y vosotros, sin pizca de dignidad y sin respeto a vuestros padres, habéis mezclado vuestra sangre con la española o maketa».
Aún más contundente se mostraba en este párrafo, donde arengaba a los vascos en estos términos: «os habéis hermanado y confundido con la raza más vil y despreciable de Europa [por los españoles], y estáis procurando que esta raza envilecida sustituya a la vuestra en el territorio de vuestra Patria».
Tras ser encarcelado por diversos delitos de opinión y clausurados los periódicos y sedes del PNV, fue moderándose tanto por la presencia de elementos sotistas menos radicales, como por la influencia de la exitosa Lliga Regionalista catalana. Al final de su corta carrera política, consideró incluso la renuncia al independentismo, dando un giro radical a sus tesis primigenias. En uno de sus textos de 1902, un año antes de su muerte, abogaba por «una autonomía lo más radical posible dentro de la unidad del Estado español» y expresaba que «hay que hacerse españolistas [autonomistas] y trabajar con toda el alma por el programa que se trace con este carácter... No hay que desaprovechar las energías que una juventud noble y generosa derrocha en esta patriótica campaña (...) No... Ahora, a fundar el partido españolista y a explotar a España». Pese a ello, finalmente designó como sucesor a una persona de reconocido independentismo.
Desde entonces, el nacionalismo vasco ha pendulado históricamente entre posturas independentistas y otras más pragmáticas, que postulan una concepción federalista, dando lugar a diversas escisiones en las que además cobraba importancia el elemento religioso del partido. (Aberri, Comunión Nacionalista Vasca o ANV).
La victoria electoral del PNV en 1917, quince años después de su muerte, supuso el reconocimiento social de sus postulados.
Durante la dictadura franquista, una vez exiliados los líderes nacionalistas, e imposibilitada la vía política, surgió ETA, un grupo radical que derivó en organización terrorista, que propugnó el asesinato como medio para conseguir los objetivos nacionalistas. Esta, que ya no pervive en la actualidad, asesinó desde entonces a más de 800 personas. Su actividad fundamentó un aumento de la represión durante el franquismo.
El PNV ha gobernado en el País Vasco desde 1980, una vez restaurada la democracia en España, hasta 2009 que llega al poder el PSE con el apoyo de PP y UPyD, los únicos considerados españolistas en el parlamento vasco. Desde 2012 vuelve a gobernar el PNV con amplia mayoría nacionalista vasca. Existen otros partidos que también propugnan la ideología nacionalista, principalmente Eusko Alkartasuna (EA), que se escindió del PNV en 1986, y Aralar, además de un sector autodenominado izquierda abertzale, los cuales forman la coalición EH Bildu, segunda fuerza política en el País Vasco.
La hispanofobia continúa siendo una de las principales señas de identidad de una gran parte de estas corrientes políticas, incluido, a juicio de determinados analistas, el PNV. Es el caso del catedrático de Historia Contemporánea José Luis de la Granja Sainz, quien defiende que el PNV «no sólo no ha revisado los dogmas de Sabino Arana, sino que se ha reafirmado en el aranismo».
Por su parte, el también catedrático Antonio Elorza, ensayista además de historiador, considera que las tesis de Arana perviven en la actualidad dentro del nacionalismo vasco ortodoxo: «desde Lizarra, e incluso antes, desde 1995, ha habido un salto atrás [en referencia al PNV], cuya génesis quien lea la cascada de escritos antiespañoles de Sabino (...) estará en condiciones de apreciar».

### Hispanofobia catalana
A diferencia del nacionalismo vasco, el catalán no esgrimió, en sus orígenes, la bandera de la hispanofobia, al menos desde el punto de vista de la contraposición étnica. Para el escritor, periodista y político Vicenç Villatoro, este movimiento surgió a finales del siglo XIX, en plena crisis de la guerra de Cuba, como una exaltación de la contribución socioeconómica de la sociedad catalana al conjunto de España. La percepción de que Cataluña era la «punta de lanza de la industrialización en la Península», en un contexto de «fracaso organizativo y político en el conflicto militar», generó «una demanda de regeneración, que el catalanismo hizo suya». Según Villatoro este proyecto político, en origen, «no es solamente para la Cataluña estricta, sino que quiere transformar España».
Esta visión regeneracionista del Gobierno español estuvo presente, incluso, en los orígenes de algunos partidos que actualmente abogan por la independencia de Cataluña. Es el caso de Esquerra Republicana de Catalunya (ERC), que defendió, en el primer tercio del siglo XX, una fórmula federalista para España, que pusiera fin a un Estado «retrógrado y anclado en las viejas estructuras decimonónicas», tal y como puede leerse en su página web oficial.
El fenómeno de la hispanofobia alcanzó en otoño de 2007 una fuerte dimensión social, que obtuvo una amplia repercusión mediática. Diferentes manifestaciones celebradas en distintos puntos de Cataluña, en las que los asistentes quemaban fotografías del rey Juan Carlos, generaron un intenso debate político, con cruces de acusaciones entre el PSOE y el PP. La quema de banderas de España ha ocurrido en diversas ocasiones en actos políticos y culturales catalanistas.
Ciertos sectores de la sociedad catalana consideran que la hispanofobia no se limita a los grupos independentistas, sino que se encuentra arraigado en las instituciones públicas. Esta es la opinión del actor, director de teatro y dramaturgo Albert Boadella, quien critica que la hispanofobia haya sido «promovido desde las escuelas, desde algunos medios de comunicación y desde una parte muy notable de la cultura catalana. El resultado es que un buen catalán actual tiene que ser antiespañol».
Similares planteamientos animaron a varios intelectuales y profesionales catalanes —entre los que se encontraba el propio Boadella— a fundar en 2005 la plataforma Ciutadans de Catalunya (Ciudadanos de Cataluña), que dio origen al partido Ciudadanos. Entre sus principios ideológicos se encuentran "[el rechazo del intervencionismo del nacionalismo catalán] en todos los órdenes de la vida ciudadana", la defensa de las libertades individuales y el bilingüismo (en las comunidades autónomas con más de una lengua oficial).  En su primera participación electoral, obtuvo representación en el parlamento catalán en las autonómicas de 2006, obteniendo 3 escaños, repitiendo representación y escaños en las de 2010, y triplicando sus escaños (9 diputados) en las de 2012.
Más recientemente, se ha adoptado el término «supremacismo catalán» para referirse a las manifestaciones hispanófobas que ponen énfasis en el desprecio al resto de los españoles por considerarlos inferiores; por ejemplo, tachándoles en sus declaraciones públicas de incultos, antidemocráticos, fascistas, económicamente atrasados o moralmente despreciables.